# Paul Bracq
Pour les articles homonymes, voir Bracq.
Paul Bracq, né le 13 décembre 1933 à Bordeaux, est un designer automobile français, connu pour avoir travaillé pour Mercedes-Benz, BMW et Peugeot. Il a également travaillé chez Citroën et Brissonneau et Lotz.

## Biographie
Il est diplômé de l’école Boulle où il a été élève entre 1950 et 1953. Il travaille ensuite dans le studio de design de Philippe Charbonneaux puis chez Citroën.
Il est engagé en 1957 par Mercedes-Benz pour dix ans. Il dessine les Mercedes-Benz 600, Pagode, Heckflosse (W108, W109, W110, W111 et W112) et « Strich-Acht » (W114 et W115). À son retour en France en 1967, il travaille chez Brissonneau et Lotz. Durant la même période, Bracq réalise le design des prototypes d’une voiture de sport basée sur la BMW 1600 et d’un coupé basé sur la Simca 1100. 
Il a aussi participé au design du prototype TGV 001 en collaboration avec Jacques Cooper.
En 1970, il devient directeur du design chez BMW, où il est notamment responsable du design de la Série 5 (E12), Série 3 (E21), Série 6 (E24), Série 7 (E23) et en 1973 du concept-car BMW Turbo « Studie ». Cette Turbo « Studie » inspirera par la suite les M1, Z1, Série 8 et M1 Hommage concept. La Turbo « Studie » est désignée « Concept-Car de l’Année » par la Revue Automobile Suisse cette année ; puis au concours d’élégance de Bagatelle en 1992. Bracq est également indirectement responsable du design de la Série 5 (E28) dont le style n’évolue que peu par rapport au modèle précédent, la E12.
Il travaille chez Peugeot à partir de 1974. Il est responsable du design intérieur des Peugeot 604, 305, 505, 205, 405, 605, 106, 406 et 206. Il travaille également sur les concept-cars Quasar, Proxima et Oxia et sur l’étude d’une Papamobile. Il prend sa retraite en 1996.
Bracq est aussi actif en tant que juge dans plusieurs concours automobiles, dont le Pebble Beach Concours d'Elegance.

## Œuvre

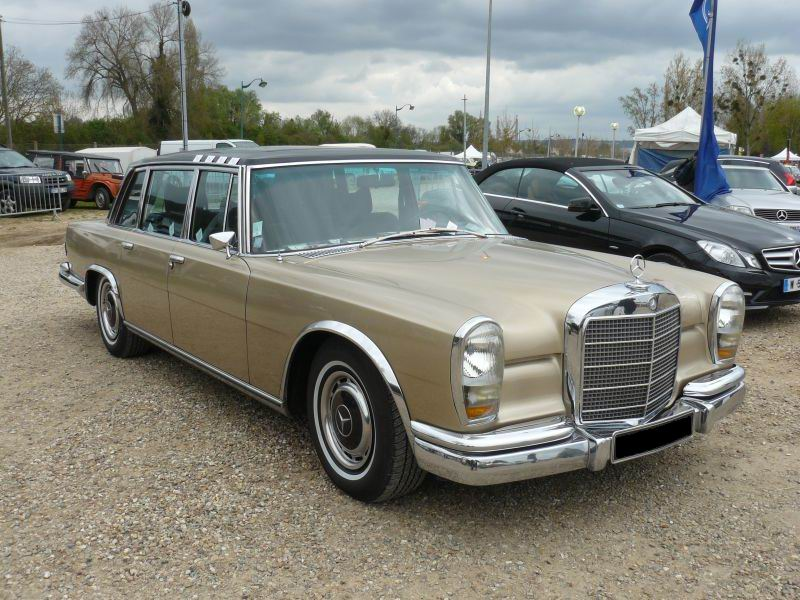
Mercedes-Benz 600.
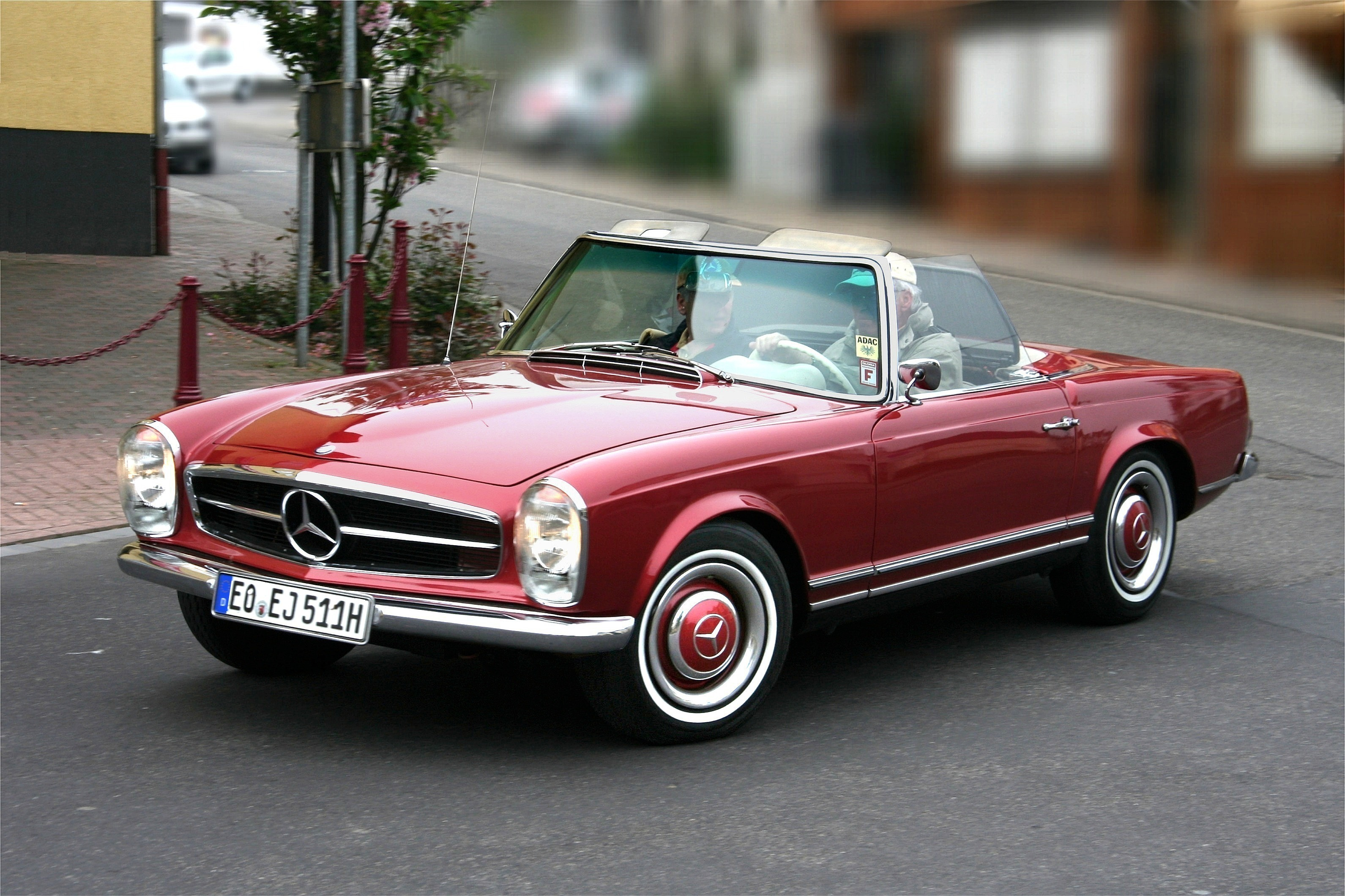
Mercedes-Benz 230 SL « Pagode ».
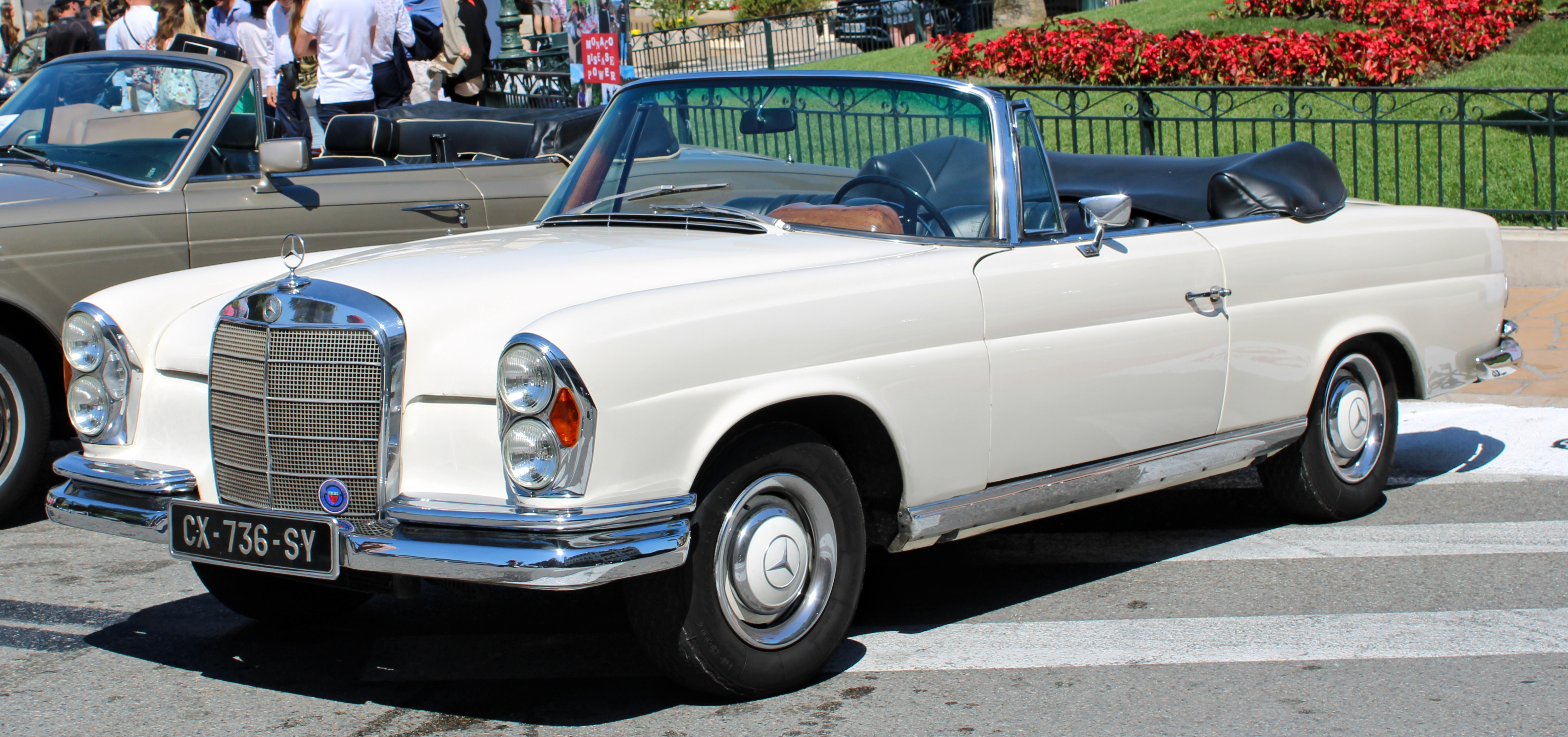
Mercedes-Benz W112C
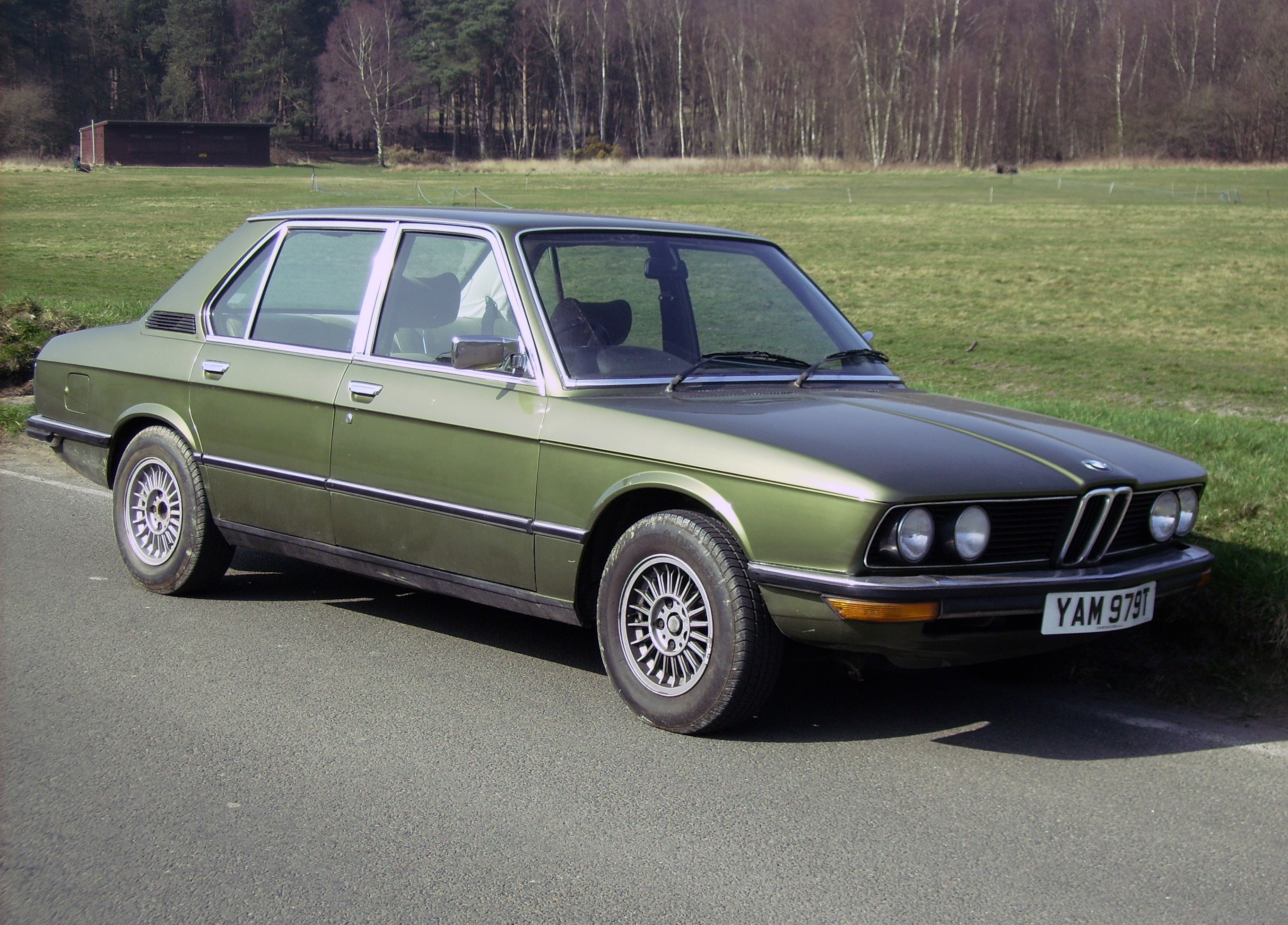
BMW Série 5 (E12).
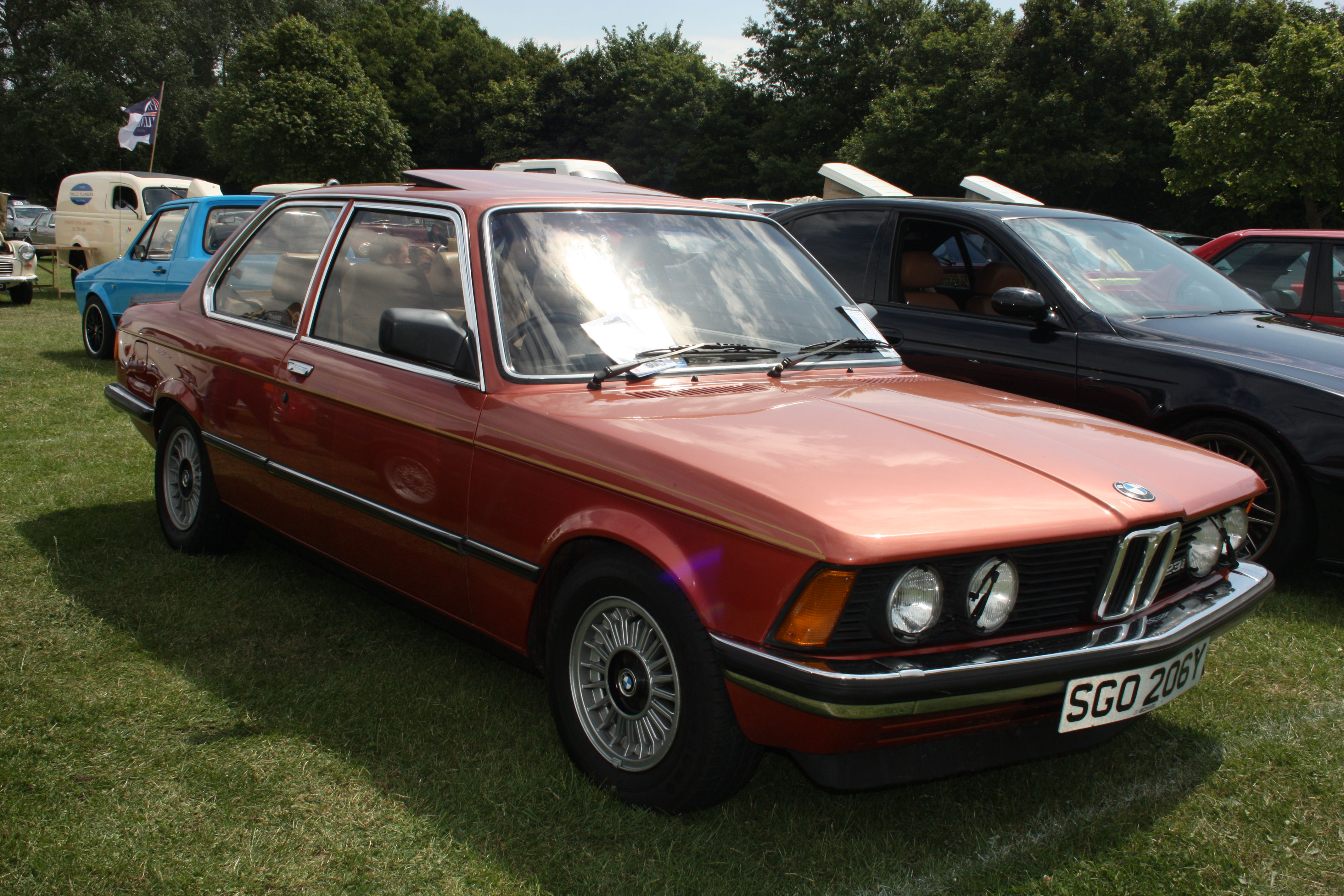
BMW Série 3 (E21).
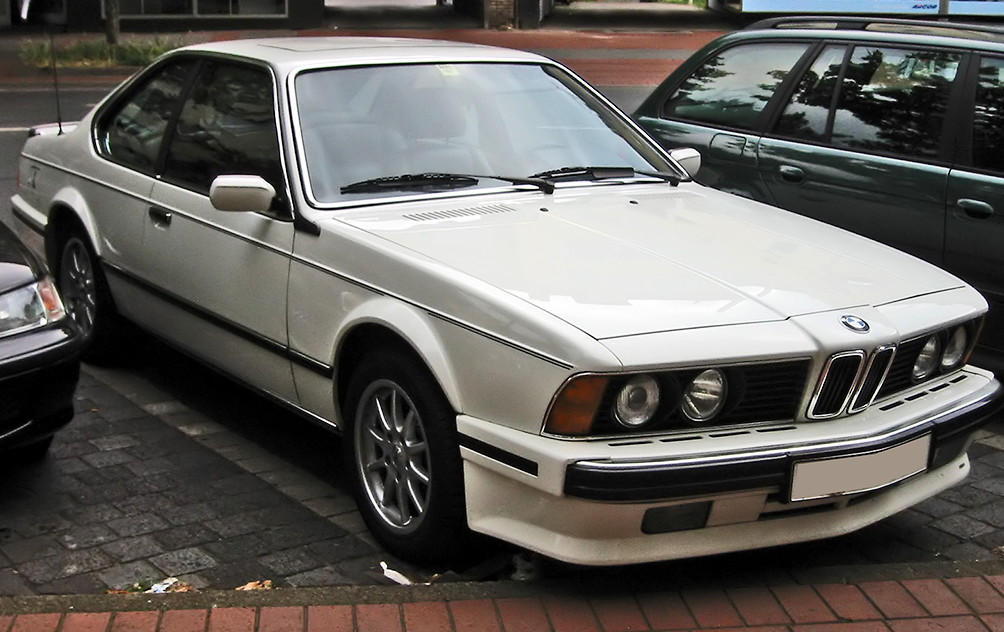
BMW Série 6 (E24)
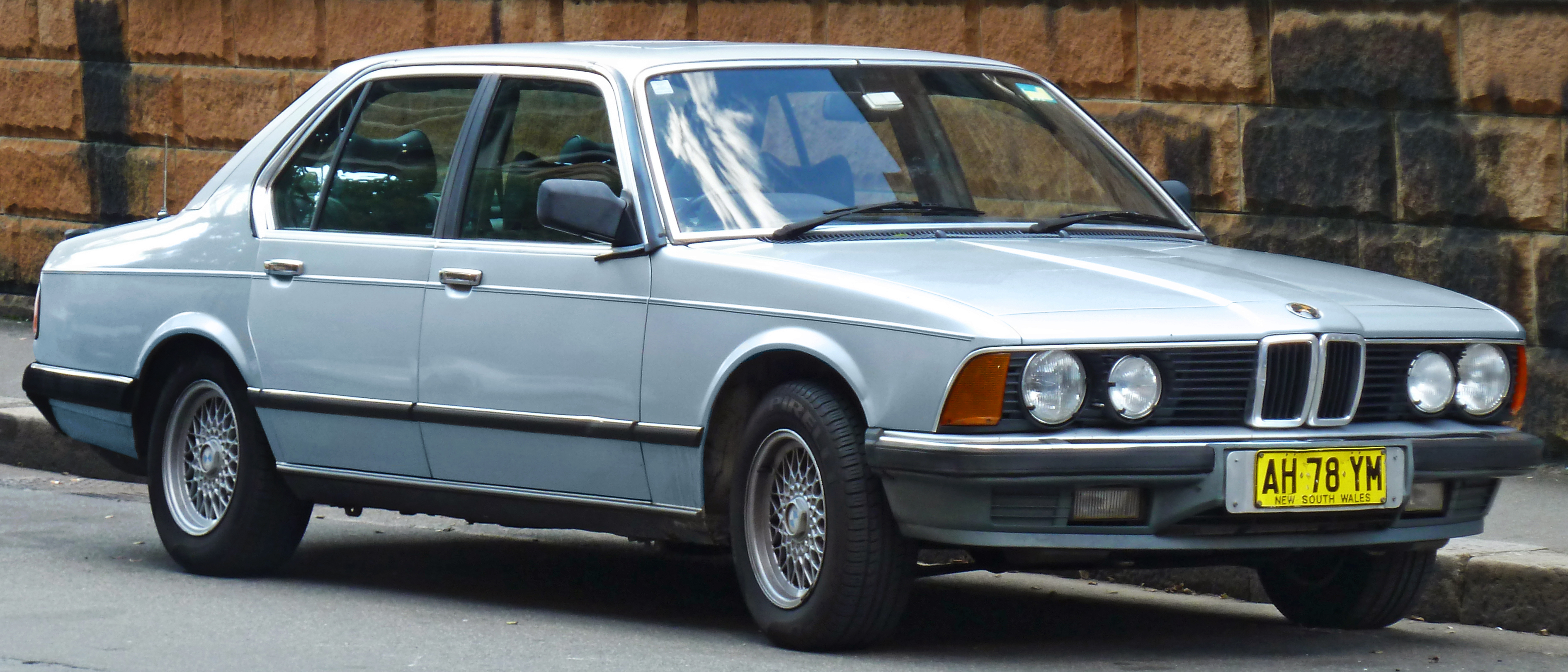
BMW Série 7 (E23).
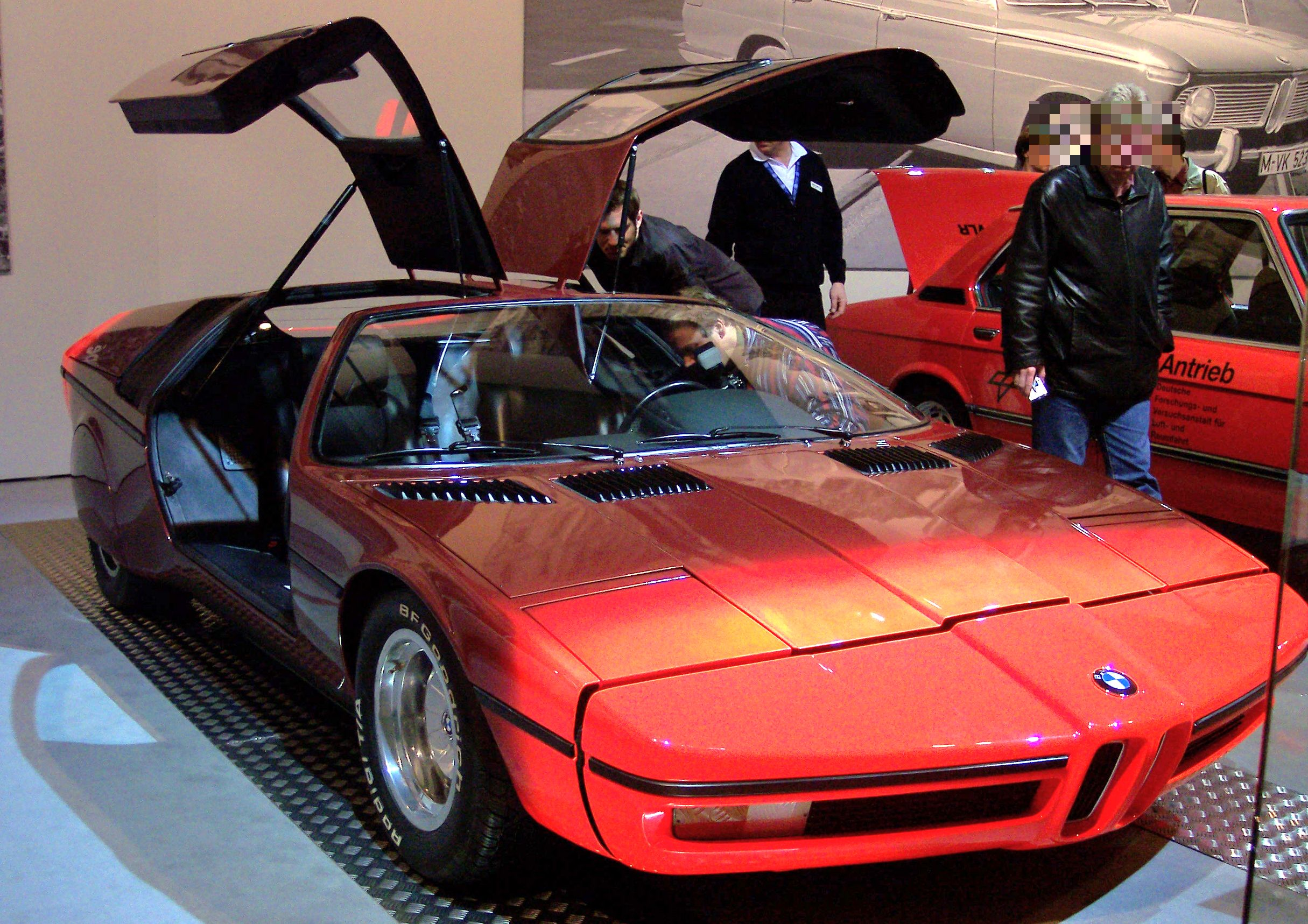
BMW Turbo « Studie ».
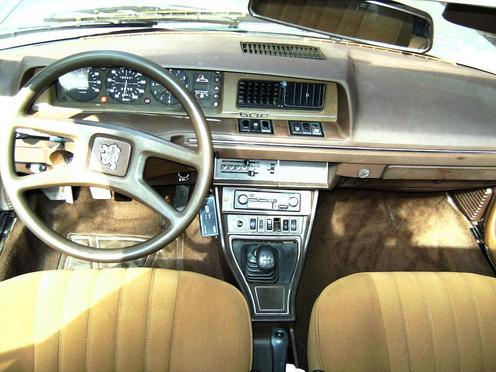
Tableau de bord d’une Peugeot 604.
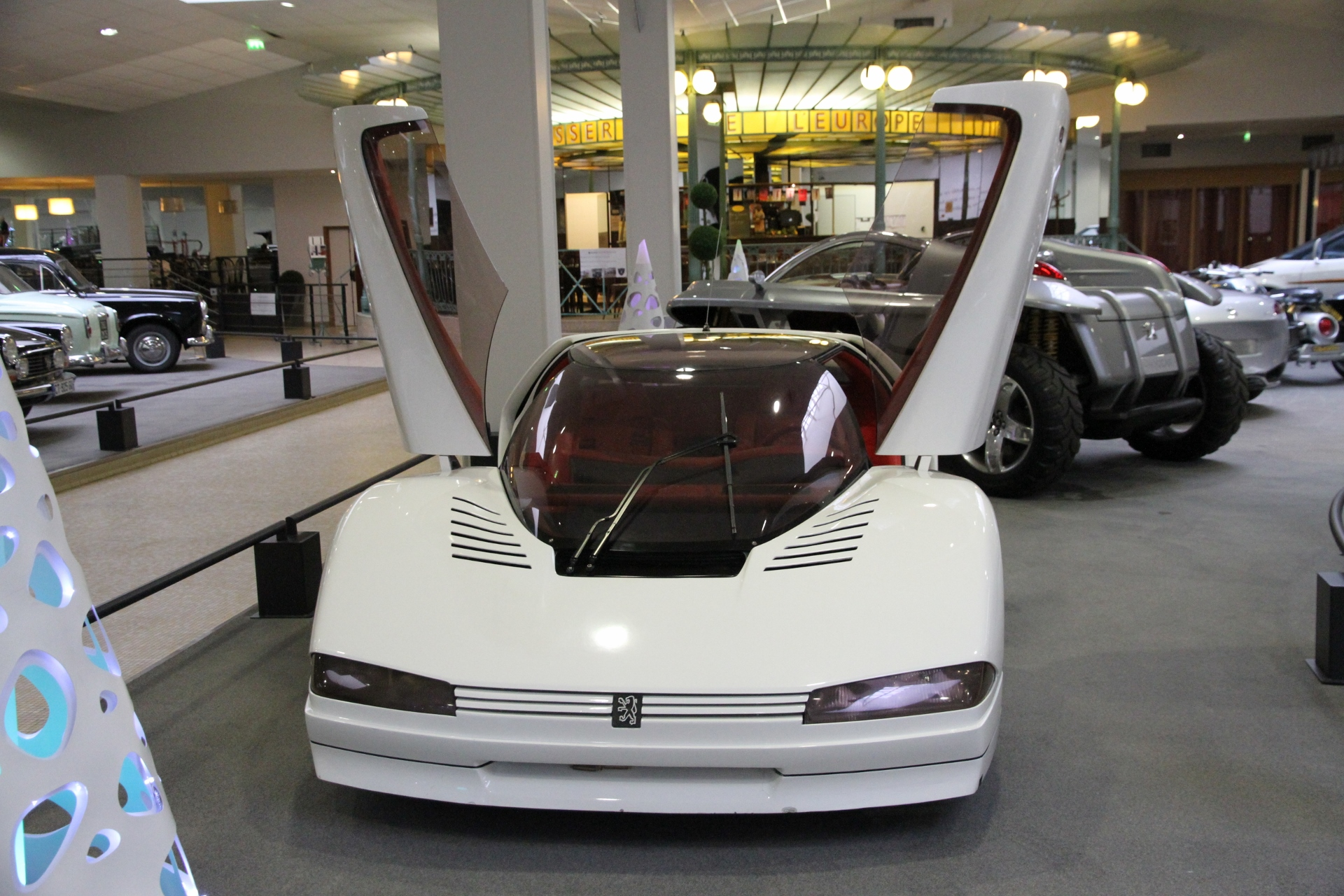
Peugeot Quasar.
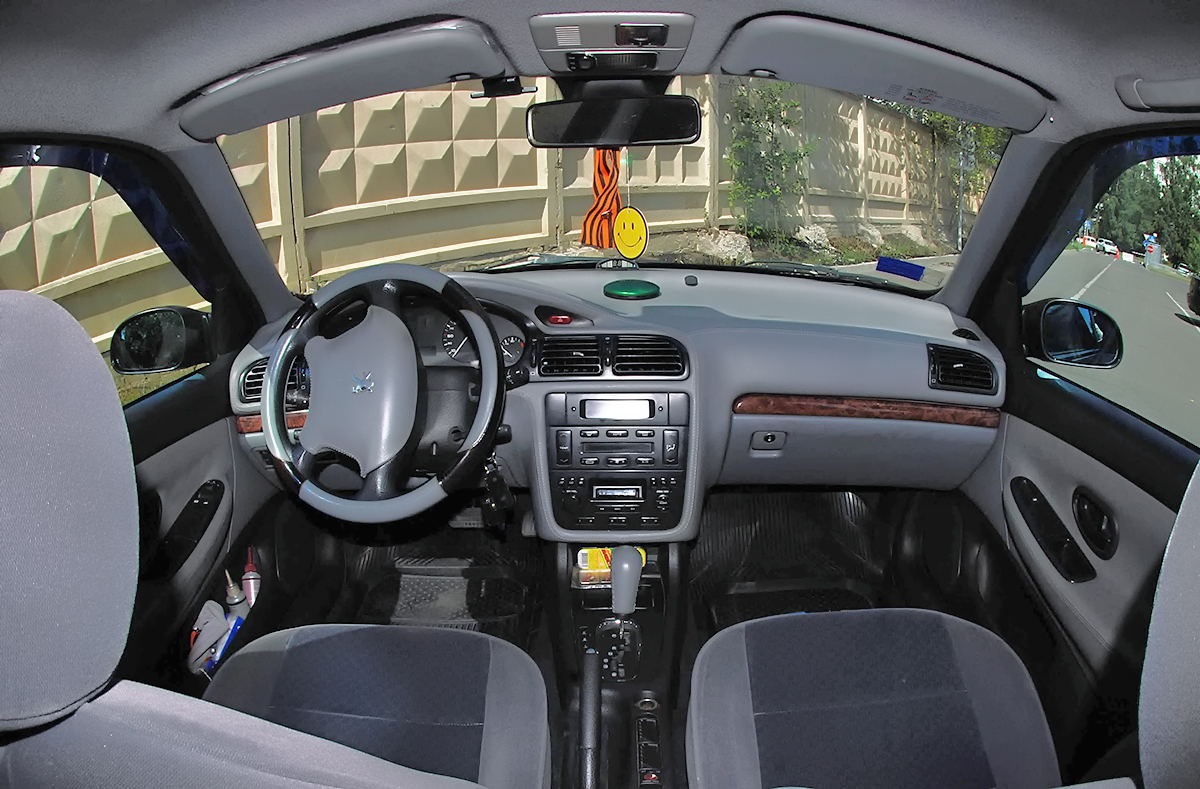
Tableau de bord d’une Peugeot 406.
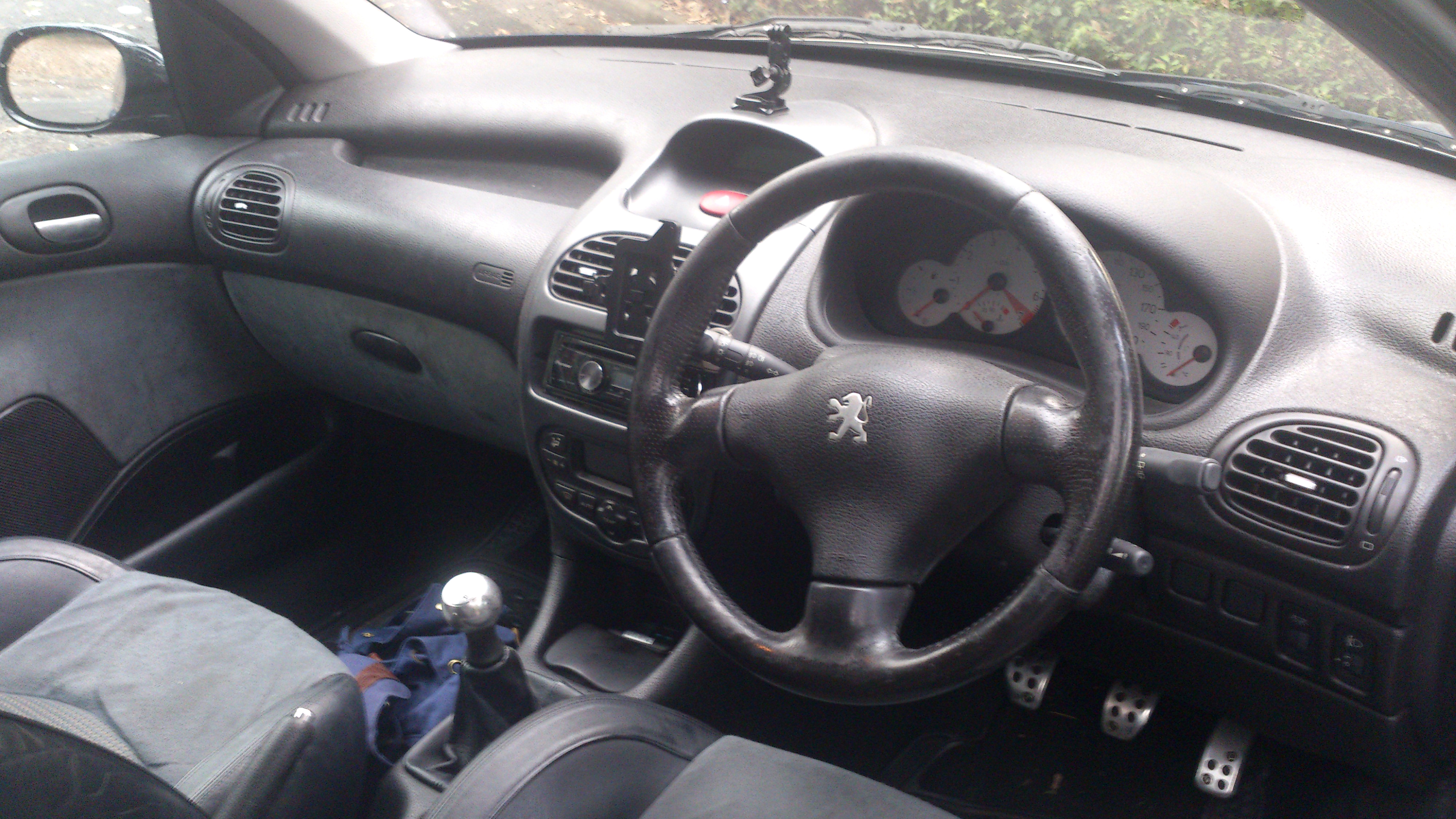
Tableau de bord d’une Peugeot 206.